# 雄
雄（オス、牡、英: Male）は、動物の性別のうち、精巣を有し、精子をつくる側のこと。植物の場合は、雄花をつけるもの。対義語は雌（メス）。

## 概要
主に人間以外の動物で使われ、人間の男性に相当する。動物の中で、精子を作り出す個体を言う。記号として、槍と盾をかたどった「♂」が使われる（男性器を表すというのは誤りである）。
雄の作る精子は、雌の作る卵に比べ、遙かに小さいので、それを作るエネルギーは格段に少ない。そのため、雌が卵を作る数に比べ、雄が精子を作る数は格段に多いのが通例である。つまり、雄の作る精子は、その大部分が無駄になる定めである。反面、変異が起きやすい。

## 区別
性の本質は配偶子の接合型であるため、個体の性（雌雄）の区別は生殖巣によって判断する。しかし、それ以外の部分で区別がつく場合も多い。生殖巣以外の、生殖器の構造で区別がつく場合もあり、特に体内受精を行うものの場合、雌に精子を受け渡すための構造（陰茎など）が発達していれば、区別は容易である。
生殖巣自体の違いは一次性徴と呼ばれ、それ以外の性差を示す形質を二次性徴と呼ぶ。生殖巣・生殖器以外の体の各部にはっきりとした性差が見られる場合もある。たとえば保育のための構造や、配偶行動に際して使われる構造などである。そのような性差も二次性徴と呼ばれる。また、それがはっきり見られるために、雌雄の区別がつきやすいものを、特に性的二型と呼ぶ。配偶のための構造（例えば飾り羽根や美しい色彩など）を、配偶行動を行うときにだけ表す場合、これを婚姻色などと言うことがある。性差のはっきりしないもの、特に繁殖期以外ではほとんど雌雄の区別のつかないものも多い。ただし、二次性徴の語を生殖腺に付属する器官や外部生殖器を指すのに用い、これら以外については三次性徴と呼ぶこともある。上記の特徴は（特に脊椎動物全般において）アンドロゲン、テストステロンのような性ホルモンの分泌によって支配される。

### 形質の差
雌雄の形質の差は、(1)配偶子の大きさ、(2)妊娠期間、(3)抱卵・授乳など総合的な"子育て"に参加する期間の長さなどに起因する。
(1)一般に、卵子は精子よりも大きく、つくり出すのに時間がかかる。そのため雌は一回の繁殖を終えてから次の繁殖に取りかかるようになれるまでの期間が長い。
(2)また、雌は妊娠中は次の繁殖に取りかかることができない。これに比べて雄は妊娠しないため、常に次の繁殖に取りかかることができる。よって、「現在生殖相手を探している雌」の数は、「現在生殖相手を探している雄」の数より常に少なくなることになり、実効性比は雄に偏り、雄の間に雌をめぐっての戦いが生じる。
(3)また、雌が主に抱卵・授乳など"子育て"を担う種では、その期間の雌はやはり「現在生殖相手を探している雌」ではなくなるため、実効性比は雄に偏り、同様に雄が雌をめぐって戦うという状況が生じる。特に、胎生を採用しているために雌側の繁殖スピードが極めて遅くなる哺乳類にいたってはその傾向が顕著である。そして雄による雌獲得争いの結果、多くの生物で、雄はその種がその環境で生きていくのに最低限必要な体格よりも大きめの体格になることが多い。
また先述のような二次性徴として雌の気をひきつけるための角や鰭、羽毛や体毛、派手な色彩や模様などをもつことが多く、それらが先述の婚姻色のように繁殖期になってから発現するもの、さらには個体の成熟具合や経験値によって発現の仕方が異なるものもある（例えば、オオルリの青い羽が生え揃うまでに生後から3年前後の年月を要し、ライオンのたてがみの黒さやオランウータンの頬だこの大きさなどは過去の勝敗経験が関係する）。同様の理由で、特殊な鳴き声や羽音のような音声を発したり、儀式的な求愛行動をとったりするものも非常に多くなっている。（逆に稀な例ではあるが、タマシギという鳥は雄のみが抱卵するので、「現在生殖相手を探している雄」の方が常に雌よりも少なくなるため、雌の方が攻撃性が強く、派手な外観を持っており、求愛行動に関して積極的である。タツノオトシゴやヨウジウオのように、雄が育児嚢で卵を育てて産卵する種でも、同様に雌の方が派手な外観をしている。）
また、雌雄の形質の差は、配偶の形式によって異なると考える人もいる。例えば、一夫多妻制で、一頭の雄が多くの雌を含むハーレムを独占するような動物では、雄が雌より大きく、また派手な形質を持つことが多い。そのような動物では、雌にあぶれた雄が多く出現し、雌の群れを奪おうと狙うことになり、雄同士の戦いを生じる。戦いのための武器を装備するものもあるが、戦う前のデモンストレーションのための構造を発達させるものも多い。
その武器的な身体的特徴の主な例として、哺乳類だとゾウやセイウチ、ヒヒなど多くの種で見られる鋭く大きな犬歯、シカやウシの仲間などに見られる角、鳥類だとニワトリのようなキジ目に見られる蹴爪、昆虫ではヘリカメムシ類の脚の棘、カブトムシをはじめとするコガネムシの仲間の角や顎などがある。
ただし、一見ハーレムを形成している種でも、第一位の雄の目の届かないところで二位以下の雄が生殖を行うことは多く、現実的には多夫多妻の状態になっている。
いずれにせよ、ハーレム起因説は、ハーレムを形成しない種においても雄の方が体格が大きいことが多いことを証明できない。配偶子の大きさ、妊娠期間、抱卵・授乳などの"子育て"期間等の生物学的要因の結果、雄同士に争いが生じ、その結果雄の体格が大きくなり、またその結果としてハーレムという社会的形質をもつ種が出現すると考えられる。
一方で、一夫一妻制の動物の場合は、雄が育児に参加することも多く、またあぶれる雄も比較的少ないため雄同士の激しい異性獲得競争も少なく、目立った性的二型が見られない傾向がある。しかし、ルリオーストラリアムシクイのように一夫一妻制の配偶システムを持ちながらも激しい性的二型が存在する種も多数おり、その場合は婚外交尾（いわゆる浮気）が盛んに行われ、その結果優秀な形質を持った（＝雌に気に入られた）雄の子孫が優先的に残されるためである。事実上の一夫多妻制ないしは乱婚制をとっているということにもなる。